# EML Wambola (A433)
EML Wambola (A433) — мінний загороджувач типу Lindormen, побудований у 1977 році. Як KDM Lossen, служив у ВМС Данії до 2006 року. Продане Естонській морській академії як морське навчальне судно, воно було перейменовано в MS Kristiina. У 2009 році було передане Військово-морським силам Естонії як командно-допоміжний корабель і перейменований на Wambola.

## Історія
КДМ Лоссен (англ. Lynx) був побудований у Данії компанією Svendborg Ship Yard Ltd. як мінний загороджувач. Герб був підготовлений Геральдичною робочою групою ВМС на прохання начальника ВМС Данії та затверджений королевою Маргрете II 1 грудня 1976 року. Судно було закладено 9 червня 1977 року і спущено на воду 9 вересня 1977 року. Надійшло на службу через рік, 14 червня 1978 року, і стало частиною 2-ї Дивізії мінних загородників. У 1982 році Лоссен був наданий STANAVFORCHAN для командування та підтримки. Лоссен служив командирмьким кораблем, коли брав участь у навчаннях Blue Harrier між 12 і 22 квітня 1988 року.
ВМС Данії вивели з експлуатації KDM Lossen 22 жовтня 2004 року і продали судно Естонській морській академії 4 липня 2006 року. Перейменований на MS Kristiina, його передбачалося використовувати як морське навчальне судно. Однак через брак фінансування 10 вересня 2009 року Морська академія передала судно ВМС Естонії. Корабель було перейменовано в EML Wambola 14 травня 2010 і залишено в резерві. 
Wambola був модернізований в першій половині 2016 року і введений в експлуатацію замість EML Tasuja (A432) 1 листопада 2016 року, а (молодший лейтенант) лейтенант Ермо Джідас став його командиром. EML Wambola виконував роль флагмана Постійної протимінної групи НАТО 1 з 8 лютого 2017 року по 29 червня 2017 року. 31 серпня 2017 року (лейтенант) Ванемлейтнант Танел Кангро став командиром корабля. 16 серпня 2019 року (комр.) Каптенмайор Деніс Тулін замінив Танела Кангро на посаді капітана корабля.